# Campeonato Descentralizado 2002
El Campeonato Descentralizado de Fútbol Profesional del Perú se llevó a cabo entre los meses de febrero y diciembre de 2002. Participaron doce equipos, de los cuales Sporting Cristal y Universitario se coronaron campeón y subcampeón nacional, respectivamente.
En cuanto al descenso, el Juan Aurich y el Sport Coopsol Trujillo perdieron la categoría y descendieron a la Copa Perú.

## Ascensos y descensos
Hubo un descenso en la temporada 2001 y un ascenso (un campeón de Copa Perú) en esta temporada.
Por lo que se mantienen los mismos 12 equipos para este 2002.
| Posición                                      | Descendidos a la Copa Perú 2002                                       |
| --------------------------------------------- | --------------------------------------------------------------------- |
| 10° 1D 2001 Perd. Penul.Puest Ganad. Revalid. | Deportivo Wanka (Ganador de Partido de Revalidación 2001) Se Mantiene |
| 12° 1D 2001                                   | Unión Minas (Copa Perú 2002 Región V de la Etapa Regional) (D)        |

| Posición         | Ascendidos de la Copa Perú 2001                                              |
| ---------------- | ---------------------------------------------------------------------------- |
| 1º Final CP 2001 | Coronel Bolognesi FC (anterior Sport Bolito) (Copa Perú 2001 Final) Asciende |

- Antes de Iniciar la Temporada del Torneo Descentralizado 2002, El Club Deportivo Sport Bolito Se Cambió de Nombre a Coronel Bolognesi FC.

## Torneo Apertura
El Torneo Apertura fue el primer torneo de la temporada 2002 del Campeonato Descentralizado de fútbol profesional. Se inició el viernes 22 de febrero y finalizó el domingo 7 de julio. Se jugó en la modalidad "todos contra todos" en dos ruedas, resultando campeón Universitario de Deportes, equipo que venció a Alianza Lima en partidos extra, dado que igualaron en puntos al término de la última fecha. Con esto, Universitario obtuvo un cupo para la Copa Libertadores del siguiente año.
| Pos. | Equipo                  | Pts. | PJ | PG | PE | PP | GF | GC | DG  |
| ---- | ----------------------- | ---- | -- | -- | -- | -- | -- | -- | --- |
| 1    | Alianza Lima            | 47   | 22 | 14 | 5  | 3  | 43 | 23 | +20 |
| 2    | Universitario           | 47   | 22 | 15 | 2  | 5  | 30 | 17 | +13 |
| 3    | Sporting Cristal        | 38   | 22 | 11 | 5  | 6  | 43 | 32 | +11 |
| 4    | Cienciano               | 34   | 22 | 9  | 7  | 6  | 33 | 31 | +2  |
| 5    | Alianza Atlético        | 33   | 22 | 10 | 3  | 9  | 37 | 26 | +11 |
| 6    | Juan Aurich             | 28   | 22 | 7  | 7  | 8  | 29 | 25 | +4  |
| 7    | FBC Melgar              | 27   | 22 | 6  | 9  | 7  | 36 | 43 | –7  |
| 8    | Sport Boys              | 25   | 22 | 7  | 4  | 11 | 29 | 37 | –8  |
| 9    | Coopsol Trujillo        | 24   | 22 | 6  | 6  | 10 | 28 | 32 | –4  |
| 10   | Coronel Bolognesi       | 23   | 22 | 6  | 5  | 11 | 27 | 39 | –12 |
| 11   | Estudiantes de Medicina | 19   | 22 | 4  | 7  | 11 | 25 | 28 | –3  |
| 12   | Deportivo Wanka         | 19   | 22 | 5  | 4  | 13 | 23 | 40 | –17 |

- Antes de Iniciar la Temporada del Torneo Descentralizado 2002, El Club Deportivo Sport Bolito Se Cambió de Nombre a Coronel Bolognesi FC.

### Resultados
| Local \ Visitante       | AAS | ALI | CIE | BOL | WAN | EST | MEL | JA  | SBA | COO | CRI | UNI |
| ----------------------- | --- | --- | --- | --- | --- | --- | --- | --- | --- | --- | --- | --- |
| Alianza Atlético        |     | 1–2 | 1–0 | 3–0 | 5–0 | 4–1 | 3–3 | 3–0 | 0–2 | 3–2 | 0–1 | 0–0 |
| Alianza Lima            | 0–1 |     | 5–1 | 2–0 | 3–2 | 2–1 | 2–1 | 1–1 | 3–1 | 0–1 | 5–1 | 1–0 |
| Cienciano               | 1–0 | 2–1 |     | 2–1 | 2–1 | 3–3 | 1–1 | 0–0 | 3–0 | 3–2 | 1–0 | 2–0 |
| Coronel Bolognesi       | 3–2 | 0–0 | 3–2 |     | 3–3 | 1–1 | 1–1 | 3–2 | 3–2 | 1–2 | 1–3 | 0–0 |
| Deportivo Wanka         | 1–0 | 0–0 | 2–3 | 0–1 |     | 2–0 | 2–1 | 3–1 | 3–0 | 0–0 | 1–1 | 1–2 |
| Estudiantes de Medicina | 1–2 | 1–1 | 0–0 | 2–3 | 1–0 |     | 4–0 | 1–1 | 2–2 | 2–0 | 0–0 | 0–1 |
| Melgar                  | 1–1 | 2–3 | 3–3 | 3–2 | 1–0 | 3–1 |     | 0–0 | 1–0 | 4–1 | 4–4 | 1–0 |
| Juan Aurich             | 3–1 | 2–2 | 2–0 | 1–0 | 4–0 | 1–2 | 3–0 |     | 3–1 | 1–1 | 2–1 | 1–2 |
| Sport Boys              | 0–2 | 2–3 | 3–2 | 1–0 | 2–0 | 3–0 | 4–4 | 1–0 |     | 1–3 | 1–0 | 0–1 |
| Coopsol Trujillo        | 0–2 | 1–2 | 0–0 | 2–1 | 6–0 | 3–0 | 0–0 | 1–1 | 1–1 |     | 0–3 | 0–3 |
| Sporting Cristal        | 4–3 | 2–4 | 2–2 | 4–0 | 2–1 | 3–1 | 4–0 | 1–0 | 1–1 | 2–1 |     | 0–1 |
| Universitario           | 1–0 | 0–1 | 1–0 | 1–0 | 2–1 | 3–1 | 4–2 | 1–0 | 2–1 | 2–1 | 3–4 |     |

### Definición del título
| 26 de junio de 2002 | Universitario         | 1:0 (0:0) | Alianza Lima | Estadio Monumental, Lima                                   |                                                            |
|                     | Martin Vilallonga 57' |           |              | Asistencia: 30 246 espectadores Árbitro(s): Martín Cabrera | Asistencia: 30 246 espectadores Árbitro(s): Martín Cabrera |

| 7 de julio de 2002 | Alianza Lima | 0:0 (0:0) | Universitario | Estadio Mansiche, Trujillo   |  |
|                    |              |           |               | Árbitro(s): Gilberto Hidalgo |  |

|                         |
| Ganador Torneo Apertura |
| Universitario           |

## Torneo Clausura
El Torneo Clausura fue el segundo torneo de la temporada. Se jugó de la misma forma que el Torneo Apertura. Tuvo su inició el sábado 27 de julio y finalizó el domingo 8 de diciembre.
El vencedor de este torneo fue Sporting Cristal, la noche del miércoles 4 de diciembre de 2002 en el Estadio Nacional faltando una fecha para culminar dicho torneo. Fue un empate 1-1 ante Universitario que le permitió obtener el cupo para la Copa Libertadores 2003 y el derecho a enfrentar al campeón del Apertura por el título nacional.
Debido a que el campeón del Apertura, Universitario, no clasificó entre los 4 primeros lugares, lo cual si había logrado Sporting Cristal en el Apertura, el conjunto rimense se proclamó automáticamente campeón nacional. Paulo Autuori en el Torneo Clausura se mantuvo invicto por 21 partidos, récord del club en partidos jugados durante un determinado año. El goleador del cuadro campeón fue el argentino Luis Alberto Bonnet, quien anotó 23 goles, 10 en el Torneo Apertura y 13 en el Clausura.
| Pos. | Equipo                  | Pts. | PJ | PG | PE | PP | GF | GC | DG  |
| ---- | ----------------------- | ---- | -- | -- | -- | -- | -- | -- | --- |
| 1    | Sporting Cristal        | 46   | 22 | 13 | 7  | 2  | 46 | 18 | +28 |
| 2    | Alianza Lima(1)         | 42   | 22 | 13 | 6  | 3  | 40 | 18 | +22 |
| 3    | Alianza Atlético(1)     | 36   | 22 | 11 | 6  | 5  | 40 | 18 | +22 |
| 4    | Cienciano               | 36   | 22 | 11 | 3  | 8  | 50 | 44 | +6  |
| 5    | Estudiantes de Medicina | 32   | 22 | 9  | 5  | 8  | 36 | 29 | +7  |
| 6    | Sport Boys              | 29   | 22 | 7  | 8  | 7  | 28 | 24 | +4  |
| 7    | Deportivo Wanka         | 29   | 22 | 7  | 8  | 7  | 30 | 35 | –5  |
| 8    | Coronel Bolognesi       | 28   | 22 | 8  | 4  | 10 | 24 | 29 | –5  |
| 9    | FBC Melgar              | 25   | 22 | 6  | 7  | 9  | 25 | 33 | –8  |
| 10   | Juan Aurich             | 20   | 22 | 5  | 5  | 12 | 20 | 35 | –15 |
| 11   | Universitario           | 19   | 22 | 4  | 7  | 11 | 27 | 36 | –9  |
| 12   | Coopsol Trujillo        | 13   | 22 | 3  | 4  | 15 | 18 | 51 | –33 |

### Resultados
| Local \ Visitante       | AAS | ALI | CIE | BOL | WAN | EST | MEL | JA  | SBA | COO | CRI | UNI |
| ----------------------- | --- | --- | --- | --- | --- | --- | --- | --- | --- | --- | --- | --- |
| Alianza Atlético        |     | 2–2 | 4–0 | 1–0 | 4–0 | 1–0 | 3–2 | 1–1 | 0–0 | 2–0 | 0–3 | 2–1 |
| Alianza Lima            | 2–2 |     | 4–2 | 3–0 | 0–0 | 1–0 | 3–1 | 3–0 | 1–1 | 3–1 | 0–0 | 3–2 |
| Cienciano               | 4–1 | 2–1 |     | 2–1 | 4–1 | 3–0 | 4–1 | 3–1 | 3–1 | 1–1 | 2–3 | 5–2 |
| Coronel Bolognesi       | 3–2 | 0–0 | 1–2 |     | 1–0 | 1–0 | 1–0 | 2–1 | 0–2 | 0–1 | 2–3 | 2–1 |
| Deportivo Wanka         | 1–1 | 3–1 | 3–3 | 1–0 |     | 4–2 | 1–1 | 1–1 | 4–1 | 3–2 | 0–0 | 1–3 |
| Estudiantes de Medicina | 2–0 | 0–2 | 4–2 | 1–1 | 1–1 |     | 3–0 | 4–1 | 1–1 | 9–1 | 1–1 | 1–0 |
| Melgar                  | 0–1 | 0–2 | 2–1 | 1–1 | 2–0 | 2–0 |     | 0–0 | 2–2 | 2–0 | 2–2 | 1–0 |
| Juan Aurich             | 0–1 | 0–2 | 2–1 | 1–0 | 0–2 | 0–1 | 3–1 |     | 0–0 | 3–1 | 5–2 | 1–2 |
| Sport Boys              | 1–2 | 1–0 | 2–1 | 0–1 | 2–2 | 0–1 | 2–2 | 4–0 |     | 2–1 | 0–0 | 4–0 |
| Coopsol Trujillo        | 2–4 | 0–3 | 2–2 | 0–4 | 0–1 | 2–3 | 1–1 | 1–0 | 1–0 |     | 0–3 | 1–1 |
| Sporting Cristal        | 2–0 | 0–2 | 5–0 | 5–1 | 2–0 | 4–1 | 2–0 | 3–0 | 2–0 | 2–0 |     | 1–1 |
| Universitario           | 0–0 | 1–2 | 2–3 | 2–2 | 4–1 | 1–1 | 1–2 | 0–0 | 0–2 | 2–0 | 1–1 |     |

|                         |
| Ganador Torneo Clausura |
| Sporting Cristal        |

## Tabla acumulada
| Pos. | Equipo                  | Pts. | PJ | PG | PE | PP | GF | GC | DG. |
| ---- | ----------------------- | ---- | -- | -- | -- | -- | -- | -- | --- |
| 1    | Alianza Lima            | 89   | 44 | 27 | 11 | 6  | 83 | 41 | +42 |
| 2    | Sporting Cristal        | 84   | 44 | 24 | 12 | 8  | 89 | 50 | +39 |
| 3    | Cienciano               | 70   | 44 | 20 | 10 | 14 | 83 | 75 | +8  |
| 4    | Alianza Atlético        | 69   | 44 | 21 | 9  | 14 | 71 | 52 | +19 |
| 5    | Universitario           | 66   | 44 | 19 | 9  | 16 | 57 | 53 | +4  |
| 6    | Sport Boys              | 54   | 44 | 14 | 12 | 18 | 57 | 61 | –4  |
| 7    | FBC Melgar              | 52   | 44 | 12 | 16 | 16 | 61 | 67 | –6  |
| 8    | Estudiantes de Medicina | 51   | 44 | 13 | 12 | 19 | 61 | 67 | –6  |
| 9    | Coronel Bolognesi       | 51   | 44 | 14 | 9  | 21 | 51 | 68 | –17 |
| 10   | Juan Aurich             | 48   | 44 | 12 | 12 | 20 | 49 | 60 | –11 |
| 11   | Deportivo Wanka         | 48   | 44 | 12 | 12 | 20 | 53 | 79 | –26 |
| 12   | Coopsol Trujillo        | 37   | 44 | 9  | 10 | 25 | 46 | 88 | –42 |

|  | 1º, 2º y 5º van a la Copa Libertadores 2003 |
|  | 1º y 5º van a la Copa Sudamericana 2003     |
|  | 10º y 12º Descienden a la Copa Perú 2003    |

|                              |
| Campeón Nacional             |
| Sporting Cristal 14.º título |

## Partidos extras

### Copa Libertadores
Aparte de los cupos que obtuvieron los campeones de cada torneo para la Copa Libertadores 2003, se entregó un tercer cupo que fue otorgado a Alianza Lima por ser el primer puesto en el puntaje acumulado.

### Partidos por la permanencia
El equipo que finalizara en la penúltima posición de la tabla acumulada descendería a Segunda División. Como dos equipos acabaron igualados en dicha posición, se tuvo que recurrir dos partidos de desempate en los cuales el ganador aseguraba su permanencia en la División y el perdedor descendía.
| 11 de diciembre de 2002 | Juan Aurich                       | 2:1 (0:0) | Deportivo Wanka  | Estadio Elías Aguirre, Chiclayo |  |
|                         | A. Torres 55' · Rodolfo Miñán 70' |           | E. Torrealva 63' |                                 |  |

| 15 de diciembre de 2002, 15:00 | Deportivo Wanka                                                    | 4:0 (2:0) | Juan Aurich | Estadio Huancayo, Huancayo |  |
|                                | M. Ruiz 3' · E. Salazar 40' · Juan Montenegro 52' · H. Veloyes 92' |           |             |                            |  |

## Goleadores
| Jugador              | Jugador             | Goles | Equipo           |
| -------------------- | ------------------- | ----- | ---------------- |
| Bandera de Argentina | Luis Artime         | 24    | FBC Melgar       |
| Bandera de Argentina | Luis Alberto Bonnet | 23    | Sporting Cristal |
| Bandera de Argentina | Sergio Ibarra       | 23    | Alianza Atlético |
| Bandera de Perú      | German Carty        | 18    | Cienciano        |
| Bandera de Perú      | Antonio Serrano     | 18    | Sport Boys       |
| Bandera de Uruguay   | Ernesto Zapata      | 15    | Cienciano        |
| Bandera de Brasil    | Bica                | 13    | Deportivo Wanka  |
| Bandera de Perú      | Jorge Soto          | 13    | Sporting Cristal |